# 페이장 트로페이루
페이장 트로페이루(포르투갈어: feijão tropeiro)는 브라질의 콩 요리이다. 베이컨과 소시지, 달걀, 케일, 카사바가루를 사용해 만들며, 주로 쌀밥과 먹는다.

## 이름
포르투갈어 "페이장(feijão)"은 "콩"이라는 뜻이다. 주로 강낭콩 종류들을 일컫는다. "트로페이루(tropeiro)"는 17세기 브라질에서 노새와 말을 몰았던 이들을 가리키는 말이다.

## 만들기
콩으로는 붉은색을 띠는 신장콩이나 미나스제라이스에서 페이장을 만들 때 흔히 사용되는 핀토콩을 쓰는 것이 일반적이지만, 다른 강낭콩 종류를 사용하기도 한다. 콩은 월계수잎 등을 넣고 압력솥에서 삶아 둔다.
팬에 라드를 약간 두르고, 잘게 썬 베이컨을 약불에서 볶아 베이컨 기름을 낸다. 다 익으면 베이컨은 건져 내고, 같은 기름에 잘게 썬 링구이사를 넣어 볶는다. 고기와 소시지를 건져내고 남은 고깃기름에 잘게 썬 양파와 다진 마늘을 볶으며 팬 바닥에 육즙 등이 눌어 붙은 것을 녹여 내고, 부치거나 스크램블한 달걀, 익혀 둔 콩, 얇게 채친 케일, 볶아둔 카사바가루를 넣어 섞는다. 마지막에 파와 파슬리를 뿌려 낸다.

## 같이 보기
- 투투 지 페이장
- 페이장
- 페이조아다